# Lorenz-Günther Köstner
Lorenz-Günther Köstner (ur. 30 stycznia 1952 w Wallenfels) – niemiecki piłkarz występujący na pozycji pomocnika, a także trener.

## Kariera piłkarska
Köstner jako junior grał w zespole FC Wallenfels. W 1970 roku odszedł do Bayernu Hof, a 1971 roku przeniósł się do VfB Helmbrechts, w którym występował do 1973 roku. Następnie został zawodnikiem Borussii Mönchengladbach, grającej w Bundeslidze. Zadebiutował w niej 25 sierpnia 1973 w wygranym 4:2 meczu z Wuppertaler SV. W sezonie 1974/1975 zdobył z Borussią mistrzostwo Niemiec, a także wygrał z nią Puchar UEFA.
W 1975 roku Köstner odszedł do Bayeru Uerdingen, również grającego w Bundeslidze. W sezonie 1975/1976 spadł z nim do 2. Bundesligi. W 1977 roku przeszedł do innego zespołu tej ligi, Arminii Bielefeld. Jej barwy reprezentował przez cztery sezony, z czego dwa spędził z nią w Bundeslidze i dwa w 2. Bundeslidze.
W Bundeslidze rozegrał 91 spotkań i zdobył 7 bramek.

## Kariera trenerska
Köstner karierę trenera rozpoczął w Bayernie Hof. Następnie prowadził SSV Reutlingen 05, a w latach 1989–1994 trenował zespoły 2. Bundesligi – SC Freiburg, KSV Hessen Kassel oraz Stuttgarter Kickers. Od 1994 roku trenował SpVgg Unterhaching, z którym w sezonie 1994/1995 awansował z Regionalligi do 2. Bundesligi.
W 1997 roku Köstner objął stanowisko szkoleniowca klubu 1. FC Köln z Bundesligi. Jako trener zadebiutował w niej 4 października 1997 w wygranym 2:1 spotkaniu z Hansą Rostock. W sezonie 1997/1998 wraz z zespołem zajął 17. miejsce w Bundeslidze i spadł z nim do 2. Bundesligi. Wówczas odszedł z klubu.
W 1998 roku wrócił Köstner wrócił do SpVgg Unterhaching, nadal występującego w 2. Bundeslidze. W sezonie 1999/2000 wywalczył z nim awans do Bundesligi. Szkoleniowcem Unterhaching był do września 2001. W kolejnych latach trenował Karlsruher SC (2. Bundesliga), TSG 1899 Hoffenheim (Regionalliga), Rot-Weiss Essen (2. Bundesliga), rezerwy VfL Wolfsburg (Regionalliga), a także dwukrotnie pierwszą drużynę Wolfsburga (Bundesliga), gdzie był trenerem tymczasowym.
W 2014 roku Köstner prowadził z kolei Fortunę Düsseldorf z 2. Bundesligi.